# 18-та дивізія (Югославські партизани)
18-та Словенська дивізія (Словенською: Osemnajsta slovenska divizija, сербохорватською: Osamnaesta slovenačka divizija / Осамнаеста словеначка дивизија) — югославська партизанська дивізія, сформована у Зденській Васі 14 вересня 1943 року. На момент формування вона налічувала близько 3350 солдатів у складі трьох бригад: 8-ї, 9-ї та 10-ї Словенських бригад. Командував дивізією Радо Пехачек, а її політичним комісаром був Янез Хрібар-Тон. 3 жовтня 1943 року дивізія увійшла до складу 7-го корпусу. Дивізія діяла на території Словенії.

## Дивитися також
- Югославія
- Друга світова війна
- Партизанський рух Югославії